# Maternus erdélyi püspök
Maternus, Martinus (Stendal, Brandenburg őrgrófság – Gyulafehérvár, 1399. szeptember 27.) brandenburgi származású magyar katolikus főpap.

## Élete
Zsigmond magyar király brandenburgi származású nevelőinek egyike, akit Zsigmond Prágából magával hozott Magyarországra.
1388 és 1390 között váradi prépost, és mint ilyen Czudar János püspök udvarában élt. 1391 végén a király veszprémi püspökké nevezte ki, bár korábban ígéretet tett, hogy külföldieket nem tesz meg püspökké. Maternust ekkor szentelték diakónussá, pappá, majd püspökké. A Magyar Archontológiában 1392. január 30-ától választott, 1392. november 11. és 1395 között tényleges veszprémi megyés püspök. Jánoki Dömötörrel széket cserélt, s pápai és királyi jóváhagyással 1395 és 1399. november 27. között erdélyi megyés püspök. Papjaival negyedévenként tanácskozott életükről és szolgálatukról. Váradon részt vett Mária királynő temetésén.